# Fiatal Kutatók Akadémiája
A Fiatal Kutatók Akadémiája (FKA) alulról szerveződő tudományos társaság, amely a magyarországi fiatal kutatók helyzetével foglalkozik. Az a Magyar Tudományos Akadémia (MTA) elnökének és tagjainak támogatása mellett, 2019 májusában megalapított FKA arra törekszik, hogy kiemelje a fiatal kutatók problémáit és segítsen a megoldásukban. Céljai között szerepel emellett a tudományos kiválóság elősegítése, a tudományos pályán érzékelhető egyenlőtlenségek enyhítése, a tehetséggondozás, valamint a társadalom szélesebb rétegei felé történő minőségi tudományos ismeretterjesztés is, az MTA céljaival és küldetésével összhangban.

## Története
A Fiatal Kutatók Akadémiájának története 2016 nyarán kezdődött. Akkor indult meg az az előkészítő munka, amelynek eredményeként 2017-ben, az MTA 188. közgyűlésén első alkalommal megrendezték a Fiatal Kutatók Fórumát. Az eseményen a résztvevőknek lehetőségük nyílt megismerni egymás véleményét, javaslatokat megfogalmazni a különböző tudományterületeken dolgozó fiatal kutatók helyzetéről. A Fiatal Kutatók Fórumával egy időben megkezdődött egy „Fiatalok Akadémiájá”-nak létrehozását előkészítő munka. 2018 májusában Pósfai Mihály, az MTA rendes tagja, a fiatal kutatók helyzetével foglalkozó, Lovász László által létrehozott eseti bizottság elnöke ismertette az akkor még „Fiatalok Akadémiája” néven létrehozni tervezett testület alapszabályára vonatkozó javaslatot. 2019 januárjában a Fiatal Kutatók Eseti Bizottsága megválasztotta a 24 induló tagot, márciusban pedig az MTA Elnöksége támogatólag jóváhagyta az FKA megalakulását. A Fiatal Kutatók Akadémiájának hivatalos időszámítása 2019. május 7-én kezdődött. Lovász László, a Magyar Tudományos Akadémia akkor hivatalban lévő elnöke egy nappal korábban, az MTA 191. Közgyűlésének keretében jelentette be a szervezet megalakulását, majd május 7-én megtörtént az alakuló ülés.

## Szervezet
Az FKA tagjának az jelölhető, aki az MTA köztestületének tagja és első PhD-fokozatának megszerzése óta kevesebb, mint 12 év telt el, valamint taggá válása évében még nem tölti be 41. életévét. A korhatár a gyermeknevelési céllal igazolhatóan igénybe vett távolléttel (gyermekenként 24 hónappal), valamint kérvény esetén egyéb igazolható távollét hosszával egyéni elbírálás alapján kitolódhat 45 éves felső korhatárig. A tagság 5 évre szól, mely idő után a tag alumnussá vagy alumnává válik. Minden évben 12 új tag kerül megválasztásra – reprezentálva az Élettudományok, Humán- és Társadalomtudományok, valamint a Természettudományok szakterületeit. Az FKA taglétszáma 60 fő.
Az FKA legfőbb döntéshozó testülete a taggyűlés, mely legalább évente egyszer ülésezik. Az FKA ügyvitelét a Vezetőség látja el, amely két társelnökből és további öt választott vezetőségi tagból áll. A társelnököket kettő, a vezetőségi tagokat egy évre választja a tagság. A Vezetőség feladatait és hatáskörét az FKA Alapszabálya rögzíti.
Az FKA első társelnöke Dékány Éva és Török Péter volt. 2021 áprilisában a szervezet Alapszabálya módosult. Ennek szellemében titkos szavazással a tagok döntöttek arról, hogy az egyik korábbi társelnök – Török Péter – mandátuma még egy évre meghosszabbításra kerül, Solymosi Katalint pedig 2021. május 1-től két évre megválasztották a szervezet társelnökévé. A 2021. május – 2022. április közötti időszakban a Vezetőség választott tagjai Bálint Erika, Dömötör Orsolya, Kecskés Gábor, Máté Ágnes és Tóth György voltak. 2022. május 1-től két évre az FKA társelnökévé Kecskés Gábort választották (Török Péter mandátumának lejártával). 2022. május 1-től az FKA vezetőségi tagjai Bálint Erika, Dömötör Orsolya, Fröhlich Georgina, Lencsés Ákos és Wilhelm Imola voltak. 2023. május 1-től az FKA társelnöke Wilhelm Imola volt Kecskés Gábor mellett, az FKA vezetőségi tagjai pedig Fröhlich Georgina, Hartmann Bálint, Hatvani István Gábor, Lencsés Ákos és Lipták Katalin voltak.
2024. május 1-től egy évig az FKA Vezetőségét Szentgáli-Tóth Boldizsár Artúr és Wilhelm Imola társelnökök, valamint Bagoly Zsuzsa, Hartmann Bálint, Hatvani István Gábor, Kun Bernadette Eleonóra és Lipták Katalin tagok alkotják.
Az FKA munkáját nemzetközileg is elismert kutatókból álló Tanácsadó Testület segíti, melynek tagjai 2022-2025 között: Ádám Veronika, Csépe Valéria, Czigány Tibor, Erdei Anna, Kamarás Katalin, Kenesei István, Kiss L. László, Kollár László Péter, Kondorosi Éva, Lamm Vanda, Lovász László, Pósfai Mihály, Somogyi Péter Pál, Stipsicz András és Szabó István.

## Tagság
Az FKA-tagok 2024 májusától:
| Név                            | Kutatási terület                          | Intézmény                                                                   |
| Abonyi András                  | limnoökológia                             | Ökológiai Kutatóközpont                                                     |
| Bába Barbara                   | magyar nyelvtudomány                      | Debreceni Egyetem                                                           |
| Bagoly Zsuzsa                  | orvosi laboratóriumi diagnosztika         | Debreceni Egyetem                                                           |
| Balla Esztella Éva             | áramlástan                                | Budapesti Műszaki és Gazdaságtudományi Egyetem                              |
| Balogh Gábor                   | kommunikációmenedzsment                   | Pécsi Tudományegyetem                                                       |
| Barta Veronika                 | űrkutatás, geofizika                      | HUN-REN Földfizikai és Űrtudományi Kutatóintézet                            |
| Beke-Somfai Tamás              | számításos kémia                          | HUN-REN Természettudományi Kutatóközpont, Anyag- és Környezetkémiai Intézet |
| Biró Kinga                     | fenntarthatóság és klímaváltozás          | Budapesti Műszaki és Gazdaságtudományi Egyetem                              |
| Bognár Zsófia                  | csillagászat                              | HUN-REN Csillagászati és Földtudományi Kutatóközpont                        |
| Csongrádi Gyöngyi              | közgazdaságtan                            | Budapesti Gazdaságtudományi Egyetem                                         |
| Csuka Dorottya                 | humán molekuláris immunológia és genetika | Semmelweis Egyetem                                                          |
| Dömötör Orsolya                | bioszervetlen kémia                       | Szegedi Tudományegyetem                                                     |
| Fekete Zoltán                  | mikro- és nanotechnológia                 | Pázmány Péter Katolikus Egyetem                                             |
| Fröhlich Georgina              | sugárfizika                               | Országos Onkológiai Intézet                                                 |
| G. Tóth Boglárka               | operációkutatás                           | Szegedi Tudományegyetem                                                     |
| Hartmann Bálint                | villamosmérnök                            | Budapesti Műszaki és Gazdaságtudományi Egyetem                              |
| Hatvani István Gábor           | környezettudomány                         | HUN-REN Csillagászati és Földtudományi Kutatóközpont                        |
| Havasi Dávid                   | kémiai informatika                        | Budapesti Műszaki és Gazdaságtudományi Egyetem                              |
| Hegyi Eszter                   | gasztroenterológia                        | Pécsi Tudományegyetem                                                       |
| Horváti Kata                   | szerves kémia                             | HUN-REN Természettudományi Kutatóközpont                                    |
| Hungler Sára                   | munka- és szociális jog                   | Eötvös Loránd Tudományegyetem                                               |
| Jámbor Attila                  | agrárközgazdász                           | Budapesti Corvinus Egyetem                                                  |
| Kaló Zsuzsa                    | pszichológiai tanácsadás                  | Eötvös Loránd Tudományegyetem                                               |
| Kavecsánszki Máté              | táncantropológia                          | Debreceni Egyetem                                                           |
| Kecskés Gábor                  | nemzetközi jog                            | HUN-REN Társadalomtudományi Kutatóközpont                                   |
| Kelemen Zsolt                  | szervetlen kémia                          | Budapesti Műszaki és Gazdaságtudományi Egyetem                              |
| Kerepesi Csaba                 | bioinformatika                            | Számítástechnikai és Automatizálási Kutatóintézet                           |
| Kolbert Zsuzsanna              | növénybiológia                            | Szegedi Tudományegyetem                                                     |
| Kolossváry Márton              | kardiológia                               | Gottsegen György Országos Kardiovaszkuláris Intézet                         |
| Koltai Júlia                   | számításalapú társadalomtudomány          | HUN-REN Társadalomtudományi Kutatóközpont                                   |
| Kovács Dávid Ágoston           | sebészet                                  | Debreceni Egyetem                                                           |
| Kovács Karolina Eszter         | neveléstudományok                         | Debreceni Egyetem                                                           |
| Kun Bernadette Eleonóra        | pszichológia                              | Eötvös Loránd Tudományegyetem                                               |
| Kutus Bence                    | fizikai és koordinációs kémia             | Szegedi Tudományegyetem                                                     |
| Lázár Zsófia                   | kutatóorvos                               | Semmelweis Egyetem                                                          |
| Lencsés Ákos                   | könyvtártudomány                          | Kormányzati Informatikai Fejlesztési Ügynökség                              |
| Lendvai László                 | polimer kompozitok                        | Széchenyi István Egyetem                                                    |
| Lipták Katalin                 | regionális tudományok                     | Miskolci Egyetem                                                            |
| Lukács Réka                    | geológia, kőzettan                        | HUN-REN Csillagászati és Földtudományi Kutatóközpont                        |
| Mátyás-Rausch Petra            | Erdélyi Fejedelemség története            | Bölcsészettudományi Kutatóközpont                                           |
| Mátyus Edit                    | fizikai kémia                             | Eötvös Loránd Tudományegyetem                                               |
| Micskei Zoltán                 | szoftverfejlesztés                        | Budapesti Műszaki és Gazdaságtudományi Egyetem                              |
| Modrián-Horváth Bernadett      | német nyelvészet                          | Szegedi Tudományegyetem                                                     |
| Mohr Emőke                     | őslénytan                                 | Eötvös Loránd Tudományegyetem                                               |
| Pach Péter Pál                 | matematikai tudományok                    | Budapesti Műszaki és Gazdaságtudományi Egyetem                              |
| Pircs Karolina                 | neurobiológia                             | Semmelweis Egyetem                                                          |
| Poór Péter                     | növénybiológia                            | Szegedi Tudományegyetem                                                     |
| Ruppert Tamás                  | rendszermérnökség                         | Pannon Egyetem                                                              |
| Szalma Ivett                   | családszociológia                         | HUN-REN Társadalomtudományi Kutatóközpont                                   |
| Szentgáli-Tóth Boldizsár Artúr | alkotmányjog                              | HUN-REN Társadalomtudományi Kutatóközpont                                   |
| Szilágyi Adrienn               | 19. századi társadalomtörténet            | Bölcsészettudományi Kutatóközpont                                           |
| Tárnoki Dávid László           | radiológia                                | Semmelweis Egyetem                                                          |
| Terpai Tamás                   | szingularitáselmélet                      | Eötvös Loránd Tudományegyetem                                               |
| Toldy Andrea                   | polimer mátrixú kompozitok                | Budapesti Műszaki és Gazdaságtudományi Egyetem                              |
| Tóth György                    | nemlineáris optika                        | Pécsi Tudományegyetem                                                       |
| Vad Csaba                      | ökológia                                  | HUN-REN Ökológiai Központ                                                   |
| Veszelka Szilvia               | sejtbiológia                              | HUN-REN Szegedi Biológiai Kutatóközpont                                     |
| Wilhelm Imola                  | neurobiológia                             | HUN-REN Szegedi Biológiai Kutatóközpont                                     |
| Zsidó N. András                | kognitív pszichológia                     | Pécsi Tudományegyetem                                                       |
| Zsila Ágnes                    | személyiség- és klinikai pszichológia     | Pázmány Péter Katolikus Egyetem                                             |

## Alumni
Az FKA tagság 5 éves periódusra szól, melynek lejártával a tag alumnussá/alumnává válik. Az alumnusok/alumnák jogait és az FKA tevékenységében betöltött további szerepüket az Ügyrend és a Vezetőség határozza meg.
Az FKA alumni tagjai:
- Alpár Donát
- Bálint Erika
- Béni Szabolcs
- Csupor Dezső
- Dékány Éva Katalin
- Enyedi Balázs
- Ercsey-Ravasz Mária-Magdolna
- Gselmann Eszter
- Janáky Csaba
- Kiss Gábor Gyula
- Kóspál Ágnes
- Kovács István János
- Kubinyi Enikő
- Lengyel Balázs
- Máté Ágnes
- Neumann Eszter
- Ősi Attila
- Schlosser Gitta
- Sik Domonkos
- Solymosi Katalin
- Szöllősi Gergely J.
- Toldi Gergely
- Török Péter
- Venglovecz Viktória

## Tevékenység
Az FKA tevékenysége, megfogalmazott céljaival összhangban, szerteágazó. Tagjai felméréseket készítenek a fiatal magyar kutatók helyzetéről és problémáiról, javaslatokat és nyilatkozatot fogalmaznak meg a fiatal kutatók nehézségeivel kapcsolatban,  visszajelzéseket készítenek a kiírók számára a fiatal kutatókat érintő pályázatokról, előadásokat és webináriumokat szerveznek, valamint mentorációs és tudományos ismeretterjesztő tevékenységet is folytatnak.
Évente megszervezik a Fiatal Kutatók Fórumát az MTA Közgyűléséhez kapcsolódóan, valamint a Magyar Tudomány Ünnepe keretében is minden évben szerveznek tudományos eseményeket.
Az FKA célja, hogy a fiatal kutatók hangja legyen Magyarországon, itthon és külföldön képviselve a fiatal kutatók közösségét. Jövőképünk egy olyan tudományos és oktatási ökoszisztéma, amely esélyegyenlőséget és esélyt biztosít minden fiatal kutató számára.